# Estació de Sagrada Família
Sagrada Família és una estació de les línies L2 i L5 del Metro de Barcelona situada sota el Carrer Marina l'estació de la L2 i sota el Carrer Provença l'estació de la L5 al districte de l'Eixample de Barcelona. L'estació es troba a la vora de la Sagrada Família amb la que les andanes de les dues línies formen un angle de 90° al nord d'aquesta.
El 1970 es va inaugurar l'estació de la L5 del Metro de Barcelona. Força anys més tard, el 1995 es va inaugurar l'estació de la L2 com a capçalera del primer tram d'aquesta entre aquí i Sant Antoni.

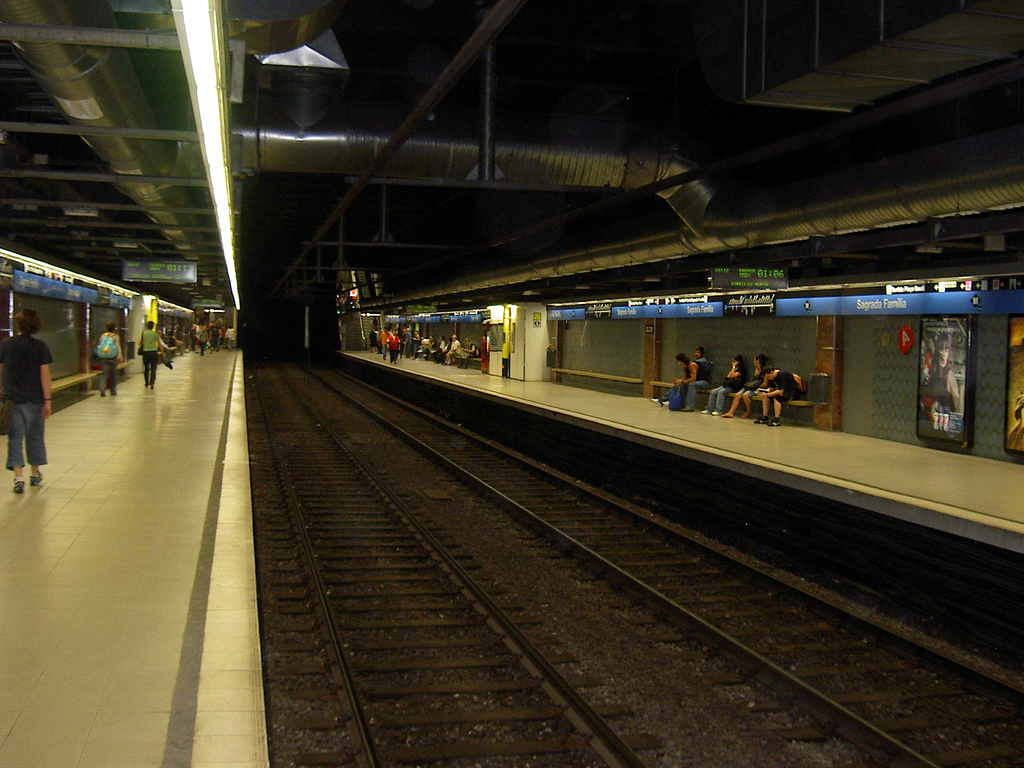
L'estació de la L5

## Serveis ferroviaris
| Metro de Barcelona     |            |       |                         |                        |
| Procedència/Destinació | <          | Línia | >                       | Procedència/Destinació |
| Paral·lel              | Monumental |       | Encants                 | Badalona Pompeu Fabra  |
| Cornellà Centre        | Verdaguer  |       | Sant Pau \| Dos de Maig | Vall d'Hebron          |

## Accessos
- Carrer Provença (enllaç L2)
- Plaça de Gaudí
- Enllaç L5
- Carrer Marina

## Galeria d'imatges

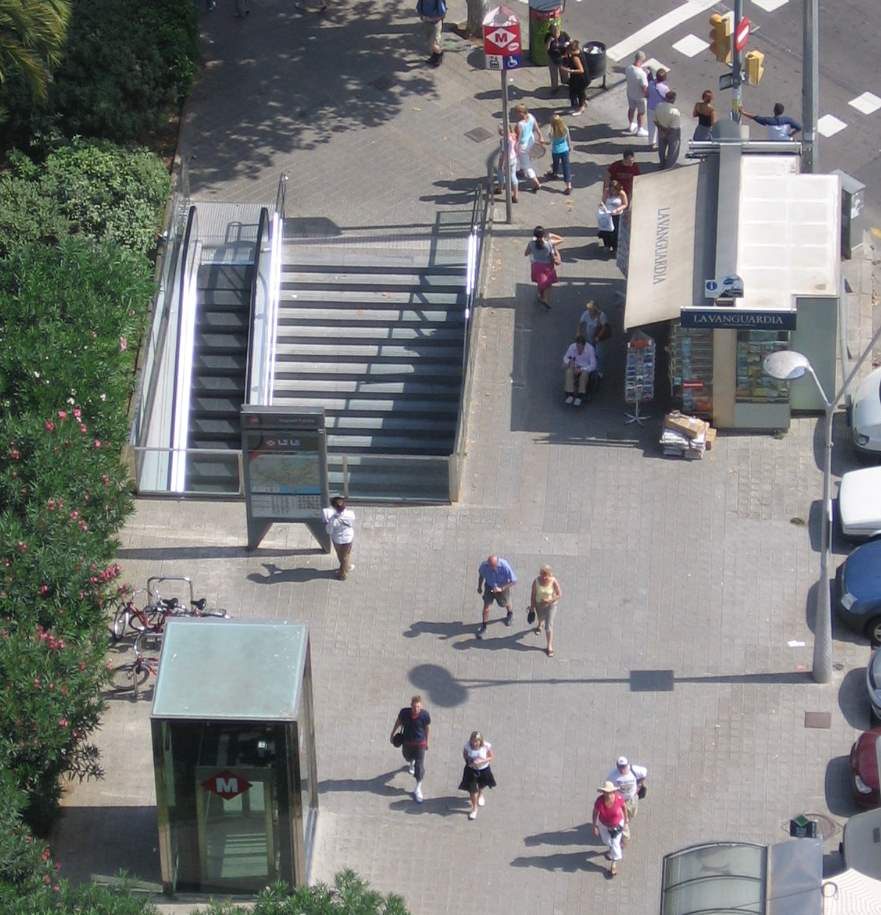
Accés a l'estació al xamfrà de Mallorca / Marina
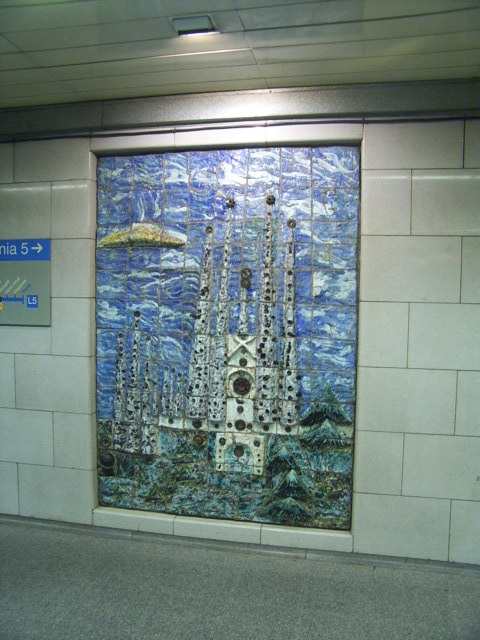
Mosaic del vestíbul
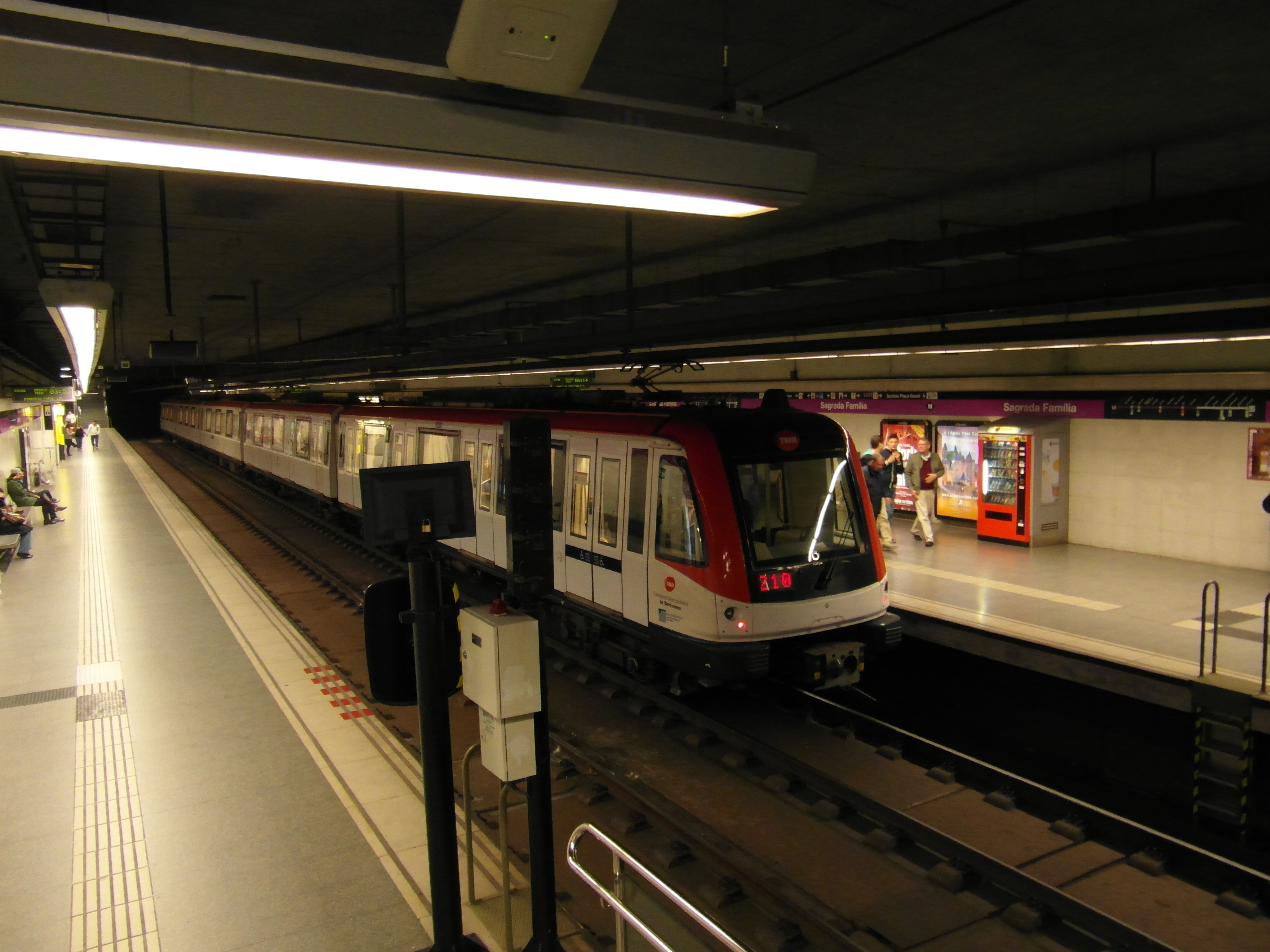
Unitat de la sèrie 9000 a l'estació de la L2

## Projectes
El "Pacte nacional per a les infraestructures" i el Pla Director d'Infraestructures 2009-2018 de l'Autoritat del Transport Metropolità (ATM) preveu l'ampliació de la línia 8 del metro de Barcelona fins al Parc del Besòs passant per aquesta estació.